# Veilig luisteren

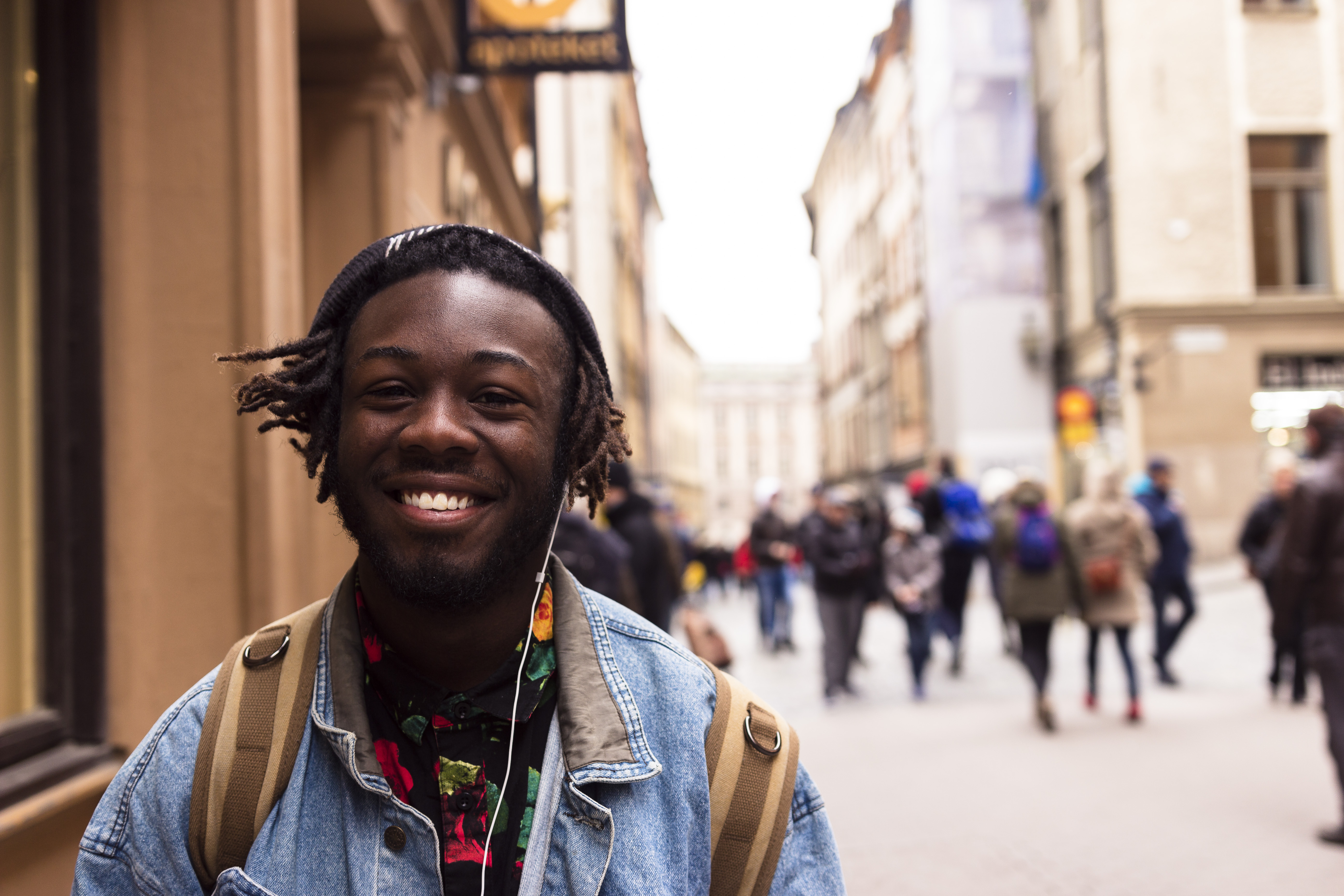
Man luistert via koptelefoon

Veilig luisteren is een kader van gezondheidsbevorderende acties om ervoor te zorgen dat geluidsgerelateerde recreatieve activiteiten (zoals concerten, nachtclubs en het luisteren naar muziek, uitzendingen of podcasts ) geen risico voor het gehoor vormen.
Hoewel uit onderzoek blijkt dat herhaalde blootstelling aan harde geluiden gehoorstoornissen en andere gevolgen voor de gezondheid kan veroorzaken, is het veilig luisteren initiatief specifiek van toepassing op vrijwillig luisteren via persoonlijke luistersystemen, persoonlijke geluidsversterkingsproducten (PSAP's) of op uitgaansgelegenheden en evenementen. Het veilig luisteren initiatief bevordert strategieën om negatieve effecten, waaronder gehoorverlies, tinnitus en hyperacusis, te voorkomen. Hoewel initiatief geen betrekking heeft op de blootstelling aan ongewenste geluiden (die lawaai worden genoemd) – bijvoorbeeld op het werk of door andere luidruchtige hobby's – is het een essentieel onderdeel van een alomvattende benadering van de totale gehoorgezondheid.
Het risico op negatieve gezondheidseffecten door blootstelling aan luid geluid (of het nu gaat om lawaai of muziek) wordt voornamelijk bepaald door de intensiteit van het geluid (luidheid), de duur en de frequentie van die blootstelling. Deze drie factoren karakteriseren het totale geluidsenergieniveau dat de oren van een persoon bereikt en kunnen worden gebruikt om een geluidsdosis te berekenen. Ze zijn gebruikt om de grenzen van de blootstelling aan lawaai op de werkplek te bepalen.
Zowel wettelijke als aanbevolen limieten voor blootstelling aan luid geluid zijn ontwikkeld op basis van gehoor- en geluidsgegevens verkregen in beroepsomgevingen, waar blootstelling aan luide geluiden frequent is en tientallen jaren kan duren. Hoewel specifieke regelgeving over de hele wereld varieert, beschouwen de meeste best practices op de werkplek 85 decibel (dB A-gewogen) gemiddeld over acht uur per dag als het hoogste veilige blootstellingsniveau voor een levenslange blootstelling van 40 jaar.  Bij elke verhoging van 3 dB wordt de toegestane luistertijd gehalveerd. Een geluidsniveau van 100 dBA kan bijvoorbeeld slechts 15 minuten per dag veilig worden beluisterd.
Deze gegevens werden aangepast om schaderisicocriteria voor blootstelling aan geluid buiten het werk te bepalen. In 1974 adviseerde de Amerikaanse Environmental Protection Agency (Agentschap voor milieubescherming) een blootstellingslimiet van 70 dBA gedurende 24 uur, rekening houdend met het ontbreken van een ‘rustperiode’ voor de oren wanneer de blootstelling gemiddeld over 24 uur wordt verdeeld en deze elke dag van het jaar kan plaatsvinden (werkplek blootstellingslimieten gaan uit van 16 uur stilte tussen de diensten en twee dagen per week vrij). In 1995 concludeerde de Wereldgezondheidsorganisatie (WHO) op vergelijkbare wijze dat een gemiddelde blootstelling over 24 uur van 70 dBA of minder een verwaarloosbaar risico op gehoorverlies gedurende het hele leven met zich meebrengt. Naar aanleiding van rapporten over gehoorstoornissen bij het luisteren naar muziek lijken aanvullende aanbevelingen en interventies nodig om nadelige effecten van geluidsgerelateerde recreatieve activiteiten te voorkomen.

## Volksgezondheid en gemeenschapsinterventies
Verschillende organisaties hebben initiatieven ontwikkeld om veilige luistergewoonten te bevorderen. Het Amerikaanse National Institute on Deafness and Other Communication Disorders (NIDCD) (Nationaal Instituut voor Doofheid en Andere Communicatiestoornissen) heeft richtlijnen voor het veilig luisteren naar persoonlijke muziekspelers gericht op de 'tween'-populatie (kinderen van 9 tot 13 jaar). Het Dangerous Decibels (Gevaarlijke Decibels)-programma promoot het gebruik van "Jolene"-etalagepoppen om de output van persoonlijke luistersystemen (PLS) te meten als een educatief hulpmiddel om het bewustzijn van overmatige blootstelling aan geluid te vergroten. Dit type etalagepop is eenvoudig en goedkoop te construeren en trekt vaak de aandacht op scholen, gezondheidsbeurzen, wachtkamers in klinieken, enz.
De National Acoustic Laboratories (NAL) (Nationale Akoestische Laboratoria), de onderzoeksafdeling van Hearing Australia, ontwikkelde het Know Your Noise (Ken Je Lawaai) -initiatief, gefinancierd door het Australische ministerie van Volksgezondheid. De Know Your Noise-website heeft een Lawaai Risiko rekenmachine waarmee gebruikers eenvoudig hun niveaus van blootstelling aan lawaai (op het werk en in de vrije tijd) en de mogelijke risico's op gehoorschade kunnen identificeren en begrijpen. Gebruikers kunnen ook een online gehoortest doen om te zien hoe goed ze horen in een luidruchtige achtergrond.
De WHO lanceerde het Make Listening Safe (Maak Luisteren Veilig)-initiatief als onderdeel van de viering van de Internationale Dag van het Gehoor op 3 maart 2015. Het hoofddoel van het initiatief is ervoor te zorgen dat mensen van alle leeftijden kunnen genieten van luisteren naar muziek en andere audio op een manier die geen gehoorrisico met zich meebrengt. Door lawaai veroorzaakt gehoorverlies, hyperacusis en tinnitus zijn in verband gebracht met het frequente gebruik van apparaten met een hoog volume, zoals koptelefoons, oortjes, oordopjes en andere technologieën.
Het initiatief heeft tot doel:
- het bewustzijn over veilige luisterpraktijken vergroten, vooral onder de jongere bevolking;
- de voordelen van veilig luisteren benadrukken bij beleidsmakers, gezondheidswerkers, fabrikanten, ouders en anderen;
- de ontwikkeling en implementatie bevorderen van normen die van toepassing zijn op persoonlijke audioapparatuur en uitgaansgelegenheden
- een opslagplaats worden van vrij toegankelijke bronnen en informatie over veilige luisterpraktijken in ten minste zes talen (Arabisch, Chinees, Engels, Frans, Russisch en Spaans).[27]

In 2019 publiceerde de WHO een toolkit voor veilige luisterapparatuur en -systemen die de grondgedachte biedt voor de voorgestelde strategieën en acties identificeert die regeringen, industriële partners en het maatschappelijk middenveld kunnen ondernemen.
Op 1 november 2023 lanceerde de WHO in het Verenigd Koninkrijk een Make Listening Safe Campaign (MLSC) (Maak Luisteren Veilig-campagne) als pilootproject voor een strategie om de adoptie aan te moedigen van veilige luisterpraktijken onder mensen tussen de tien en veertig jaar. De MLSC UK zal een reeks korte campagnes uitvoeren, gericht op verschillende thema's, te beginnen met vermijdbare risico's onder koptelefoongebruikers. Het zal een online petitie bevatten waarin de regering wordt verzocht hogere normen/regels voor gehoorbescherming aan te nemen in overeenstemming met de aanbevelingen van de WHO/ International Telecommunication Union (ITU) (Internationale Telecommunicatie Unie). Het plan is om de inspanningen te evalueren en deze later uit te rollen naar de andere 193 WHO-lidstaten. Het omvat een lanceringsevenement, campagnes gericht op voorlichting, beleidsbeïnvloeding en samenwerking met verschillende belanghebbenden, waaronder overheidsinstanties, industrie en vakmensen in de gezondheidszorg.

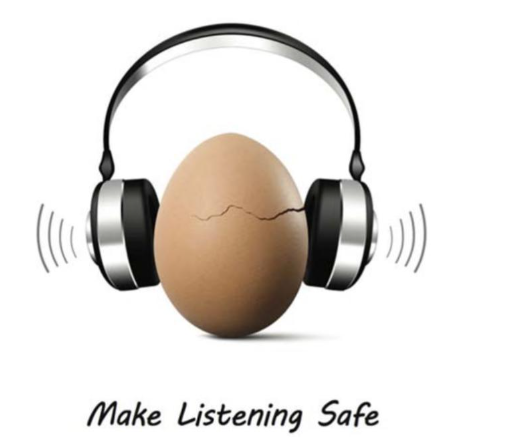
Het logo voor het Make Listening Safe-initiatief van de WHO

Het initiatief promoot de ontwikkeling van functies in PLS om het bewustzijn van gebruikers over risicovolle luisterpraktijken te vergroten. In deze context werkte de WHO samen met de ITU om geschikte blootstellingslimieten te ontwikkelen voor opname in de H.870- veiligheidsnormen over "Richtlijnen voor veilige luisterapparatuur/systemen." Deskundigen op het gebied van audiologie, otologie, volksgezondheid, epidemiologie, akoestiek en geluidstechniek, maar ook professionele organisaties, standaardisatieorganisaties, fabrikanten en gebruikers werken samen aan deze inspanning.
Het initiatief heeft ook betrekking op uitgaansgelegenheden. Het gemiddelde geluidsdrukniveau (SPL) in nachtclubs, discotheken, bars, sportscholen en sportarena's kan oplopen tot 112 dB (A-gewogen); geluidsniveaus bij popconcerten kunnen zelfs nog hoger zijn. Frequente blootstelling of zelfs een korte blootstelling aan zeer hoge geluidsdrukniveaus zoals deze kan schadelijk zijn. De WHO heeft de bestaande geluidsvoorschriften voor verschillende uitgaansgelegenheden, waaronder clubs, bars, concertzalen en sportarena’s, in landen over de hele wereld beoordeeld, en een wereldwijde standaard voor veilige luisterlocaties en -evenementen uitgebracht als onderdeel van Internationale Dag van het Gehoor 2022. Ook uitgebracht in 2022 waren:
- een VeiligLuisteren- handboek over hoe men een veilig luisteren-programma kan creëren.
- een mediatoolkit voor journalisten met belangrijke informatie en manieren om te praten over veilig luisteren.

## Geluidsbroninterventies

### Persoonlijke luistersystemen (PLS)
Persoonlijke luistersystemen zijn draagbare apparaten, meestal een elektronische muziekspeler die is aangesloten op een koptelefoon, die zijn ontworpen voor het luisteren naar verschillende media, zoals muziek. De output van dergelijke systemen varieert sterk. Maximale uitgangsniveaus variëren afhankelijk van de specifieke apparaten en regionale wettelijke vereisten. Normaal gesproken kunnen PLS-gebruikers ervoor kiezen om het volume te beperken tussen 75 en 105 dB SPL. De ITU en de WHO bevelen aan dat PLS worden geprogrammeerd met een bewakingsfunctie die een wekelijkse limiet voor geluidsblootstelling instelt en waarschuwingen geeft zodra gebruikers 100% van hun wekelijkse geluidslimiet bereiken. Als gebruikers de waarschuwing erkennen, kunnen ze ervoor kiezen om het volume wel of niet te verlagen. Maar als de gebruiker de waarschuwing niet erkent, verlaagt het apparaat het volume automatisch tot een vooraf bepaald niveau (op basis van de geselecteerde modus, dwz. 80 of 75 dBA). Door blootstellingsinformatie over te brengen op een manier die gemakkelijk door eindgebruikers kan worden begrepen, heeft deze aanbeveling tot doel het voor luisteraars gemakkelijker te maken hun blootstelling te beheren en eventuele negatieve effecten te vermijden. De gezondheidsapp op iPhones, Apple Watches en iPads integreerde deze aanpak in 2019. Deze omvatten de opt-in Apple Hearing Study, onderdeel van de Research-app in samenwerking met de University of Michigan School of Public Health. Gegevens worden gedeeld met het Make Listening Safe-initiatief van de WHO. Voorlopige resultaten die werden vrijgegeven in maart 2021, een jaar na het begin van het onderzoek, gaven aan dat 25% van de deelnemers een paar keer per week of vaker last had van oorsuizen, 20% van de deelnemers gehoorverlies had en 10% van de deelnemers kenmerken had die typisch zijn voor door lawaai veroorzaakt gehoorverlies. Bijna 50% van de deelnemers meldde dat ze hun gehoor al minstens tien jaar niet hadden laten testen. In termen van blootstellingsniveaus ondervond 25% van de deelnemers een blootstelling aan luid omgevingsgeluid.
Het Internationaal Technisch Comité (ITC) publiceerde in 2010 de eerste Europese standaard IEC 62368–1 voor PLS Het definieerde veilige uitgangsniveaus voor PLS als 85 dBA of minder, terwijl gebruikers het volume kunnen verhogen tot maximaal 100 dBA. Wanneer gebruikers het volume echter naar het maximale niveau verhogen, specificeert de standaard dat er een waarschuwing moet verschijnen om de luisteraar te waarschuwen voor mogelijke gehoorproblemen.
De ITU- en WHO-standaard H.870 "Richtlijnen voor veilige luisterapparaten/systemen" uit 2018 richt zich op het beheer van de wekelijkse blootstelling aan geluid. Deze standaard was gebaseerd op de standaard EN 50332-3 "Sound system equipment: headphones and earphones associated with personal music players – maximum sound pressure level measurement methodology – Part 3: measurement method for sound dose management" (Geluidssysteemapparatuur: koptelefoons en oortelefoons geassocieerd met persoonlijke muziekspelers – meetmethode voor het maximale geluidsdrukniveau – Deel 3: meetmethode voor het beheer van de geluidsdosis.) Deze standaard definieert een veilige luisterlimiet als een wekelijkse geluidsdosis die overeenkomt met 80 dBA gedurende 40 uur/week.

#### Mogelijke verschillen bij kinderen

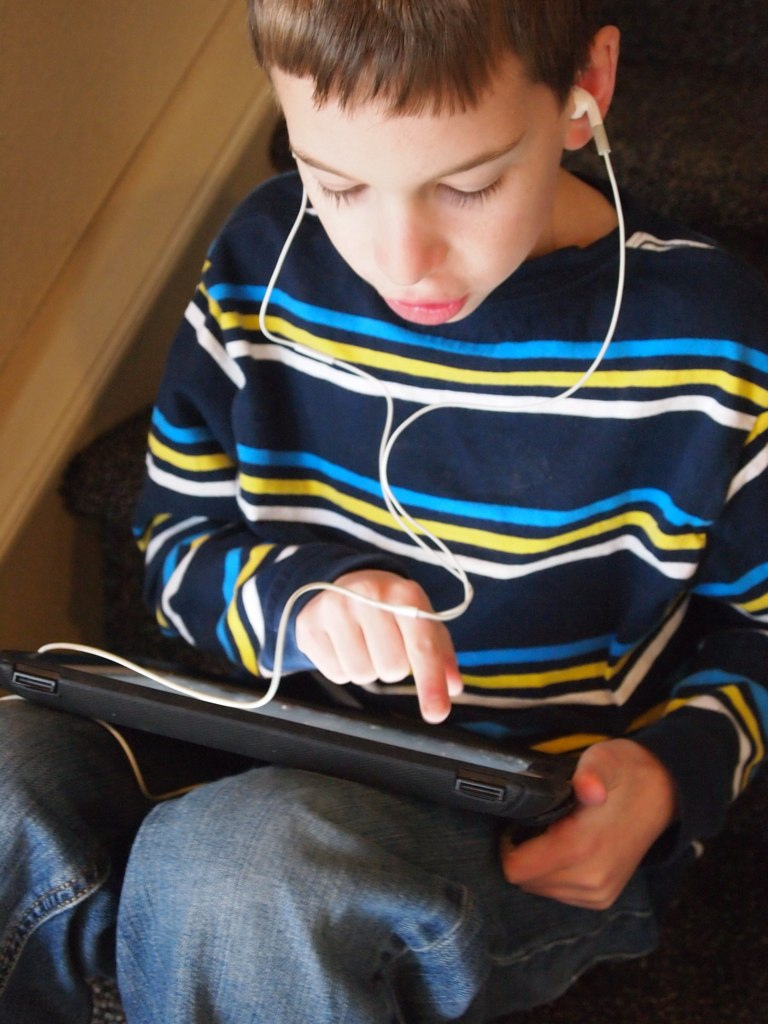
Jongen uit de basisschool met koptelefoon

Het frequente gebruik van PLS door kinderen heeft aanleiding gegeven tot bezorgdheid over de potentiële risico's die aan dergelijke blootstelling verbonden kunnen zijn. Een systematische review en meta-analyse uit 2022, registreerde een verhoogde prevalentie van het risico op gehoorverlies vergeleken met schattingen uit 2015 bij jongeren tussen 12 en 34 jaar die worden blootgesteld aan hoge geluidsdrukniveaus (SPL) als gevolg van het gebruik van koptelefoons en dergelijke. De auteurs hebben artikelen opgenomen die tussen 2000 en 2021 zijn gepubliceerd en waarin melding wordt gemaakt van onveilige luisterpraktijken. Het aantal jonge mensen dat mogelijk risico loopt op gehoorverlies is geschat op basis van de totale wereldwijde schattingen van de bevolking van 12 tot 34 jaar. Drieëndertig onderzoeken (overeenkomend met gegevens uit 35 medische dossiers en 19.046 personen) werden geïncludeerd. De geschatte prevalentie van blootstelling aan onveilig luisteren naar EPS was 23,81% (95% CI 18,99%-29,42%). Het model werd aangepast op basis van de intensiteit en duur van de blootstelling:een geschatte prevalentie van 48,2% werd geidentificeerd. Het geschatte aantal jonge mensen dat mogelijk het risico loopt op gehoorverlies als gevolg van blootstelling aan onveilige luisterpraktijken, varieert dus van 0,67 tot 1,35 miljard. De auteurs concludeerden dat onveilige luisterpraktijken wereldwijd veel voorkomen en dat meer dan 1 miljard jongeren het risico lopen op gehoorverlies.
Er bestaat geen akkoord over het aanvaardbare risico op gehoorverlies veroorzaakt door lawaai bij kinderen; en criteria voor volwassenen zijn mogelijk niet geschikt voor het vaststellen van veilige luisterniveaus voor kinderen vanwege verschillen in fysiologie en de ernstiger ontwikkelingsimpact van gehoorverlies op jonge leeftijd. Bij één poging om veilige niveaus te identificeren, werd ervan uitgegaan dat de meest geschikte blootstellingslimiet voor recreatieve blootstelling aan lawaai bij kinderen erop gericht zou zijn om 99% van de kinderen te beschermen tegen een verandering in gehoordrempels van meer dan 5 dB bij 4 kHz na 18 jaar blootstelling aan lawaai. Met behulp van schattingen van de International Organization for Standardization (ISO 1999:2013) berekenden de auteurs dat 99% van de kinderen die vanaf de geboorte tot de leeftijd van 18 jaar blootgesteld worden aan een gemiddeld geluidsniveau van 82 dBA gedurende 8 uur, gehoordrempels hebben die ongeveer 4,2 dB hoger zijn. Door een veiligheidsmarge van 2 dBA op te nemen, waardoor de blootstellingslimiet wordt teruggebracht tot 80 dBA, schatte het onderzoek een gehoorverandering van 2,1 dB of minder bij 99% van de kinderen. Om het gehoor vanaf de geboorte tot de leeftijd van 18 jaar te behouden, was de aanbeveling om de geluidsblootstelling te beperken tot 75 dBA over een periode van 24 uur. Andere onderzoekers adviseerden om de wekelijkse geluidsdosis te beperken tot het equivalent van 75 dBA gedurende 40 uur/week voor kinderen en gebruikers die gevoelig zijn voor intense geluidsstimulatie.

### Persoonlijke geluidsversterkingsproducten (PSAPs)
PSAPs zijn versterkingsapparaten op oorhoogte, bedoeld voor gebruik door personen met een normaal gehoor. In 2014 zijn de uitgangsniveaus geanalyseerd van 27 PSAPs die in Europa in de handel verkrijgbaar waren. Ze hadden allemaal een maximaal uitgangsniveau van meer dan 120 dB SPL; 23 (85%) overschreden 125 dB SPL, terwijl 8 (30%) 130 dB SPL overschreden. Geen enkele van de geanalyseerde producten had een niveaubeperkende optie.
Het rapport leidde tot de ontwikkeling van enkele standaarden voor deze apparaten. De ANSI/CTA-standaard 2051 "Personal Sound Amplification Performance Criteria" (Prestatie Criteria van Persoonlijke geluidsversterking) volgde in 2017. Het specificeerde een maximaal uitgangsgeluidsdrukniveau van 120 dB SPL. In 2019 publiceerde de ITU standaard ITU-T H.871 "Safe listening guidelines for personal sound amplifiers" (Veilige luisterrichtlijnen voor persoonlijke geluidsversterkers). Deze standaard beveelt aan dat PSAPs de wekelijkse geluidsdosis meten en zich houden aan een wekelijks (40 uur) maximum van minder dan 80 dBA. PSAPs die de wekelijkse geluidsdosis niet kunnen meten, moeten de maximale output van het apparaat beperken tot 95 dBA. Het beveelt ook aan dat PSAPs duidelijke waarschuwingen geven in hun gebruikershandleidingen, verpakkingen en advertenties; waarschuwingen met vermelding van de risico's op gehoorsbeschadiging die kunnen voortvloeien uit het gebruik van het apparaat en informatie over hoe deze risico's kunnen worden vermeden. In 2021 werd een technisch document gepubliceerd waarin wordt beschreven hoe men de overeenstemming kan testen van verschillende persoonlijke audiosystemen/-apparaten met de essentiële/verplichte en optionele kenmerken van aanbeveling ITU-T H.870

### Uitgaansgelegenheden

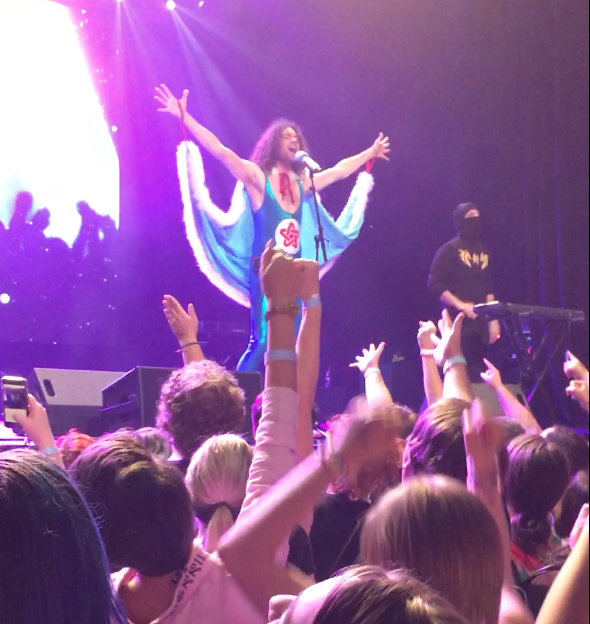
Live rockconcert op een overdekte uitgaansgelegenheid

Zowel degenen die in de muziekindustrie werken als degenen die luisteren naar muziek in allerhande uitgaanssituaties, lopen het risico op gehoorstoornissen.  In 2019 publiceerde de WHO een rapport met een samenvatting van de regelgeving voor de beheersing van lawaaiblootstelling in uitgaansgelegenheden in België, Frankrijk en Zwitserland. De case studies werden gepubliceerd als een eerste stap in de richting van de ontwikkeling van een WHO-regelgevingskader voor de controle van lawaaiblootstelling in uitgaansgelegenheden. In 2020 beschreven een aantal rapporten blootstellingsscenario's en procedures die tijdens amusementsevenementen werden gebruikt. Hierbij werd rekening gehouden met de veiligheid van degenen die een evenement bijwoonden, degenen die beroepsmatig werden blootgesteld aan luide muziek en ook degenen die wonen in de omgeving van evenementen. Technische oplossingen en monitoringspraktijken worden gepresenteerd, evenals de problemen van het handhaven van regelgeving op het gebied van omgevingslawaai in een stedelijke omgeving, met landspecifieke voorbeelden.
Er zijn verschillende regelgevende benaderingen geïmplementeerd om geluidsniveaus te beheersen en het risico op gehoorschade te minimalsieren voor bezoekers van uitgaansgelegenheden. Een in 2020 gepubliceerd rapport identificeerde 18 voorschriften met betrekking tot geluidsniveaus in uitgaansgelegenheden – 12 uit Europa en de rest uit steden of staten in Noord- en Zuid-Amerika. Wetgevende benaderingen omvatten: beperkingen van het geluidsniveau, real-time monitoring van lawaaiblootstelling, verplichte levering van gehoorbescherming, markering- en waarschuwingsvereisten, beperkingen op het plaatsen van luidsprekers en ervoor zorgen dat klanten toegang hebben tot stille zones of rustruimtes. De effectiviteit van deze maatregelen voor het verminderen van het risico op gehoorbeschadiging is niet geëvalueerd, maar de aanpassing van de hierboven beschreven benaderingen is in overeenstemming met de algemene principes van de hiërarchie van controles die worden gebruikt om de blootstelling aan lawaai op de werkplek te beheersen.
Bezoekers van uitgaansgelegenheden hebben hun voorkeur aangegeven voor lagere geluidsniveaus en staan open voor het gebruik van oordopjes als deze verstrekt worden of toegankelijk worden gemaakt. Deze bevinding kan regio- of landspecifiek zijn. In 2018 publiceerden de Amerikaanse Centers for Disease Control and Prevention (Centra voor ziektebestrijding en -preventie) de resultaten van een onderzoek onder Amerikaanse volwassenen met betrekking tot het gebruik van gehoorbescherming tijdens blootstelling aan luide geluiden tijdens recreatieve evenementen. In totaal gaven ruim vier op de vijf aan nooit of zelden gehoorbescherming te dragen tijdens het bijwonen van een luidruchtig sport- of amusementsevenement. Volwassenen van 35 jaar en ouder droegen significant vaker geen gehoorbescherming dan jongvolwassenen van 18 tot 24 jaar. Onder de volwassenen die regelmatig sportevenementen bijwonen, hebben vrouwen twee keer meer kans om zelden of nooit behoorsbescherming dragen in vergelijking met mannen. Volwassenen die vaker bescherming droegen, hadden op zijn minst een universitaire opleiding gevolgd of hadden een hoger gezinsinkomen. Volwassenen met gehoorproblemen of met een doof of slechthorend familielid hadden significant meer kans om hun gehoorsbescherming te dragen.
De uitdagingen bij het implementeren van maatregelen om de risico's voor het gehoor te verminderen in een groot aantal uitgaansgelegenheden – hetzij door middel van verplichte of vrijwillige richtlijnen, met of zonder handhaving – zijn aanzienlijk. Het vereist betrokkenheid van veel verschillende professionele groepen en overtuiging van zowel managers als gebruikers van uitgaansgelegenheden. De WHO en ITU Global Standard for Venues and Events (Globale standaard voor uitgaansgelegenheden) uitgebracht op de Internationale Dag van het Gehoor 2022, biedt middelen aan om actie te vergemakkelijken. De standaard beschrijft zes functies die worden aanbevolen om veilig te luisteren in uitgaansgelegenheden. De standaard kan worden gebruikt door overheden om wetgeving te implementeren, door eigenaars en managers van uitgaansgelegenheden en evenementen om hun klanten te beschermen, door geluidstechnici en ander personeel.
Uit een onderzoek uit 2023 bleek dat Amerikaanse volwassenen de risico’s erkennen die gepaard gaan met blootstelling aan lawaai tijdens concerten en andere evenementen. Uit de resultaten bleek dat er belangstelling was voor beschermende maatregelen, zoals het beperken van de geluidsniveaus, het plaatsen van waarschuwingsborden en het dragen van gehoorbescherming. 45% van de deelnemers aan het onderzoek was het ermee eens dat de geluidsniveaus bij concerten moeten worden beperkt om het risico op gehoorstoornissen te verminderen, 75% was het ermee eens dat waarschuwingsborden moeten worden geplaatst wanneer er een risico bestaat dat de veilige geluidsniveaus zullen worden overschrijden, en 61% van de deelnemers verklaarden dat zij gehoorbescherming zouden dragen als de geluidsniveaus mogelijk de veilige niveaus zouden overschrijden.

## Persoonlijke interventies
Hoewel het opzetten van effectieve volksgezondheids-en gemeenschapsinterventies, het uitvaardigen van passende wet- en regelgeving en het ontwikkelen van relevante standaarden voor luister- en audiosystemen, allemaal belangrijk zijn bij het oprichten van een maatschappelijke infrastructuur voor veilig luisteren, kunnen individuen stappen ondernemen om ervoor te zorgen dat hun persoonlijke luistergewoonten hun risico op gehoorproblemen beperken. Persoonlijke veilige luisterstrategieën omvatten:
- Luisteren naar PSAPs op veilige niveaus, zoals 60% van het volumebereik. Ruisonderdrukkende en geluidsisolerende koptelefoons kunnen helpen voorkomen dat men het volume hoger zet om luide achtergrondsgeluiden te onderdrukken.
- Geluidsmetingsapps kunnen je helpen te bepalen hoe luid geluiden zijn. Als de geluidsniveaus niet worden gemeten, is er een goede vuistregel dat geluiden potentieel gevaarlijk zijn als het nodig is om je stem te verheffen om door iemand op armlengte afstand gehoord te worden. Wegblijven van het geluid of gehoorbescherming gebruiken zijn manieren om de blootstellingsniveaus te verminderen.
- Het monitoren van de hoeveelheid tijd die wordt besteed aan lawaaierige activiteiten helpt je om risico's te beheersen. Neem indien mogelijk een pauze tussen de blootstellingen, zodat de oren kunnen rusten en herstellen.
- Let op de waarschuwingssignalen van gehoorverlies. Tinnitus, problemen met het horen van hoge tonen (zoals zingende vogels of meldingen van mobiele telefoons) en problemen met het verstaan van spraak in achtergrondslawaai kunnen indicatoren zijn van gehoorverlies.
- Regelmatig een gehoortest laten doen. De Amerikaanse vereniging American Speech Language Hearing Association (Amerikaanse Vereniging voor Spraak, Taal en Gehoor) beveelt aan dat schoolgaande kinderen jaarlijks gescreend worden op gehoorverlies, vanaf de kleuterschool tot en met het derde leerjaar, en vervolgens opnieuw in het eerste en vijfde middelbaar. Volwassenen moeten hun gehoor elke tien jaar laten testen tot ze de leeftijd van 50 jaar bereiken, en daarna elke drie jaar. Het gehoor moet eerder worden getest als zich waarschuwingssignalen voordoen.[69][70]

Door kinderen en jong-volwassenen te informeren over de gevaren van overmatige blootstelling aan lawaai en hoe ze veilige luistergewoonten kunnen beoefenen, kan hun gehoor worden beschermd. Goede rolmodellen kunnen ook leiden tot veilige luistergewoonten. Gehoorprofessionals hebben de mogelijkheid om patiënten te informeren over relevante gehoorrisico's en veilige luistergewoonten te promoten. Als onderdeel van hun activiteiten ter bevordering van de gezondheid kunnen gehoorprofessionals indien nodig passende gehoorbescherming aanbevelen en informatie, training en fittests verstrekken om ervoor te zorgen dat personen voldoende maar niet overdreven beschermd zijn. Het is aangetoond dat het dragen van oordopjes tijdens concerten een effectieve manier is om tijdelijke gehoorsveranderingen na een concert te verminderen.